# De Zevenbergen (natuurgebied)
De Zevenbergen is een natuurgebied van 7 hectare en ligt in het noorden van de Nederlandse provincie Limburg, ten zuiden van Plasmolen. Het wordt beheerd door de Vereniging Natuurmonumenten.
Het natuurgebied ligt te midden van zandafgravingen en bestaat uit rivierduinen (de Maas), die met eikenbomen beplant zijn.
Er broeden verschillende soorten zangvogels.
Het natuurgebied heeft niets te maken met de Noord-Brabantse plaats Zevenbergen.